# Circondario di Cefalù
Il circondario di Cefalù era uno dei quattro circondari in cui era suddivisa la provincia di Palermo, esistito dal 1861 al 1927.

## Storia
Con l'Unità d'Italia (1861) la suddivisione in province e circondari stabilita dal Decreto Rattazzi fu estesa all'intera Penisola. In Sicilia il decreto Rattazzi fu promulgato dal prodittatore Crispi il 26 agosto 1860 con decreto n. 414.
Nel 1926 vi furono aggregati nove comuni appartenuti al soppresso circondario di Termini Imerese. Si unirono quindi al circondario: Alia, Aliminusa, Caltavuturo, Cerda, Montemaggiore Belsito, Roccapalumba, Sciara, Sclafani e Valledolmo.
Il circondario di Cefalù fu abolito, come tutti i circondari italiani, nel 1927, nell'ambito della riorganizzazione della struttura statale voluta dal regime fascista.

## Caratteristiche
Il circondario di Cefalù in origine era composto da nove mandamenti e dodici comuni. A seguire elenco dei nove mandamenti e dei relativi dodici comuni.
1. Cefalù
  1. Cefalù
  2. Campofelice
  3. Lascari
2. Gangi
  1. Gangi
  2. Geraci
3. Castelbuono
  1. Castelbuono
  2. Pollina
4. Collesano
  1. Collesano
  2. Gratteri
  3. Isnello
5. Polizzi
6. Petralia Soprana
  1. Petralia Soprana
  2. Buonpietro
7. Petralia Sottana
8. Alimena
9. Santomauro